# جیم برنان
جیم برنان (انگلیسی: Jim Brennan؛ زادهٔ ۸ مهٔ ۱۹۷۷) بازیکن فوتبال اهل کانادا است.
از باشگاه‌هایی که در آن بازی کرده‌است می‌توان به باشگاه فوتبال نوریچ سیتی، باشگاه فوتبال ناتینگهام فارست، باشگاه فوتبال بریستول سیتی، باشگاه فوتبال هادرزفیلد تاون، باشگاه فوتبال تورنتو، و باشگاه فوتبال ساوت‌همپتون اشاره کرد.
وی همچنین در تیم‌های ملی فوتبال Canada men's national under–17 soccer team و کانادا بازی کرده‌است.